# 크레바스

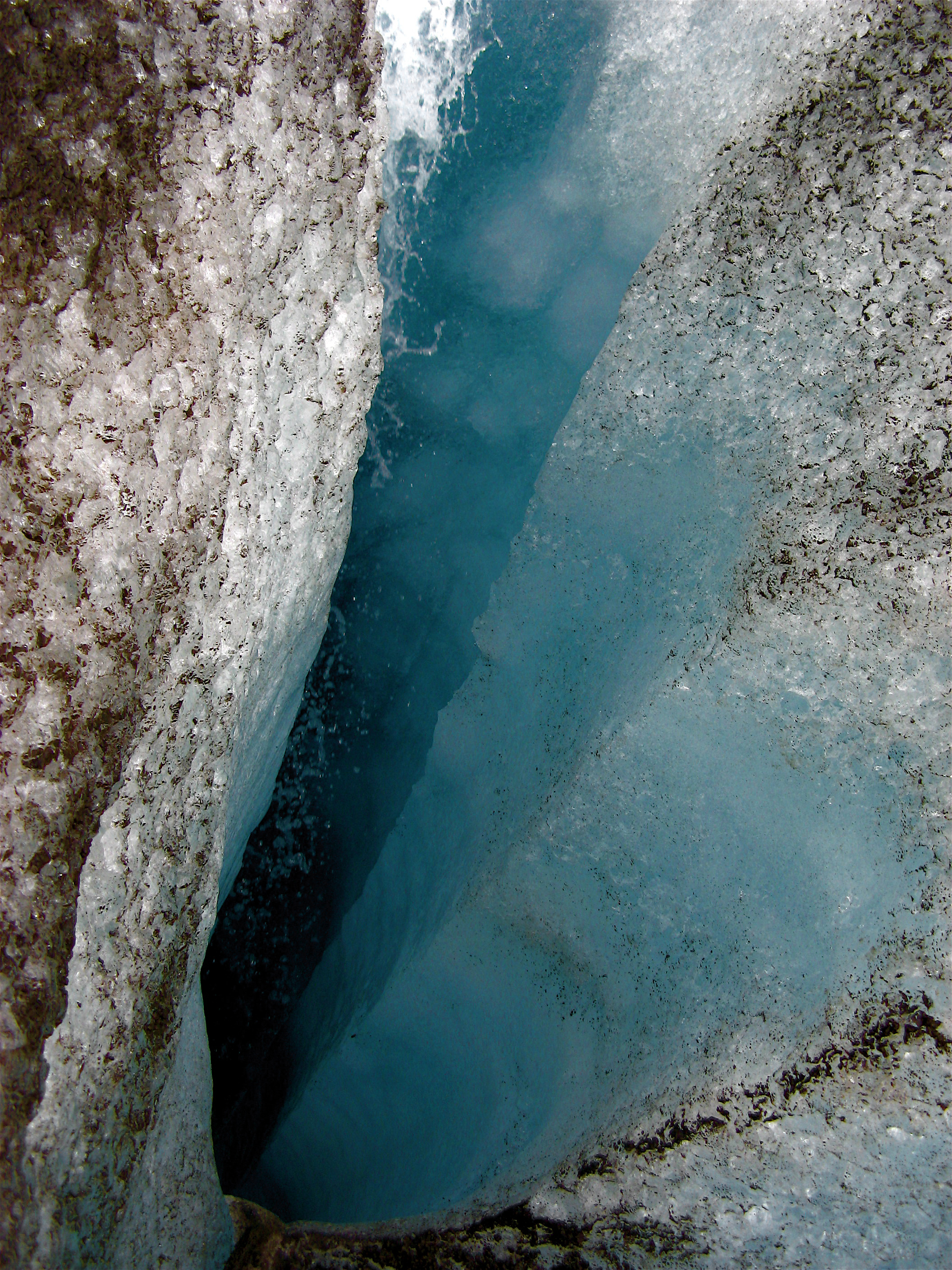
아이슬란드의 크레바스. 깊이는 약 30~40m이다.

크레바스(crevasse)는 빙하나 눈 골짜기에 형성된 깊은 균열이다. 벽면은 수직으로 1~2m 정도의 틈이 형성된 것이다. 벽면 하부는 눈이 압축되어 굳어진 빙장을 이룬다.
밑바닥까지의 거리는 10m전후로 얼음이 녹은 물이 흐르고 있는 경우도 있다.
로프나 사다리를 건네주어 넘는다. 낙하 대책으로 암벽 등산과 그 장비를 필요로 한다. 극지방의 기상 연구 등 조사 목적으로 나오는 부대가 있다.